# Munzur
Munzur (kurde : Mizûr ou Mûnzir) est une rivière dans la province de Tunceli en Turquie. Cette rivière est tristement célèbre, car lors du génocide perpétré par les turcs, contre les arméniens, des centaines d'hommes, de femmes et d'enfants y sont noyés (certains arméniens préférant s'y suicider plutôt que d'être déportés par l'armée ottomane).

## Géographie
Elle prend sa source dans le massif de Munzur au pied du Mont Ziyaret (3 071 m) et se jette dans le barrage de Keban (dans la rivière Peri avant la construction du barrage). Sa longueur totale est de 144 km et a un débit moyen de 87 m3/s.
Le 21 décembre 1971, la vallée de la rivière de Munzur est déclarée « premier parc national de Turquie » sur 85 km. Avec 428 km2, c'est l'un des plus grands parcs nationaux du pays. Huit barrages hydroélectriques sont en projet de construction.